# 大學線月刊
《大學線月刊》是香港中文大學新聞與傳播學院出版的中文學生實習刊物，目的是訓練學生透過親身採訪、寫作和編輯，取得新聞工作的實務經驗。月刊經香港政府註冊登記，內容以時事及校園生活為主。除暑假外每月出版一次，由十一月至翌年五月兩學期共出版四期。發行量每期為五千本，讀者對象以大學生為主，旁及大學教職員、中學生和新聞工作者。

## 簡介
《大學線月刊》的編採工作都由學院的不同級別學生負責，而且所有修讀中文新聞採訪寫作及中文新聞編輯的同學必須參與。工作分工方面，由學生負責組織、策劃、執行和出版，至於構思題材、採訪、編排、設計和招攬廣告的工作，在老師的協助下由學生全權負責。採訪工作由採訪班同學負責，編輯工作由編輯班同學負責。
現時《大學線》每期發行約五千份，每年推出四期，大部分放在各大學校園免費供師生取閱，同時也郵寄給各大學的主要教職員、全港的中學校長、中文科主任及圖書館、公立圖書館、政府部門、新聞傳播機構及社會領袖等，並歡迎各界人士訂閱。月刊內容主要是報道本地的新聞時事、文化、娛樂、傳媒、環保、社會事務、人物專訪、大專校園現象等，例如以往曾訪問過曾蔭權、曾蔭培兩兄弟、前保安局局長葉劉淑儀、香港大律師公會主席戴啟思、食物環境局局長任關佩英、香港大學校長徐立之、香港中文大學校長劉遵義、前香港中文大學校長金耀基等。2006年度更獨家訪問現任特首辦特別助理陳克勤。前年，《大學線》率先報道大學生網上買功課和BT非法下載電影的問題，引起傳媒和社會關注，甚至牽動立法會的討論。

## 爭議事件

### BL漫畫
《大學線》曾就有關BL漫畫的問題作出報導，有關報導引來大專動漫畫聯會、動漫專題網站《動漫線》（今已併入香港動畫研究所）的批評。

### 校規
二零零六年末《大學線》於75期中報導部分學校校規不合理，過於嚴苛。而有關報導點名直指北區的風采中學 (教育評議會主辦)和大埔區的迦密柏雨中學。
有關迦密柏雨中學校規問題，報導指該校嚴格監管同學的男女關係。該校一道有關嚴禁學生談戀愛的校規，嚴禁學生談戀愛，一經發現，學生會被扣操行分；若該生有職務在身，便會被革職。報導亦指，該校更規定「學生不可與異性作不適當的交往」，即使一對男女同學在街上並排而走，如被教職員看見，回校後將遭查問。假若學生談戀愛，就算成績達標也未能在原校升讀中六；除非同學就有關其談戀愛一事撰寫「悔過書」。

有關報導引起社會廣泛關注，多份報章及多個網上論壇亦有轉載有關報導。但2007年2月，《大學線》於明報及星島日報刊登道歉啟示，表示該報道有所失實：

　　　　　致歉啟事

　《大學線》月刊第七十五期

　有關中學校規的報道，有失

　實之處，對大埔迦密柏雨中

　學有欠公允，謹此致歉。

　　　　　　　　香港中文大學

　　　　　　　新聞與傳播學院

　　　　　　　《大學線》月刊

### 「關愛隊」報道
二零二五年《大學線》於多媒體專題就「關愛隊」成效問題作出報導，有關報導引來社會各界迴響。
政府回應傳媒時指報道「以偏概全，不全面」。

## 相關研究文獻
- 陳韜文、蘇鑰機《以範例問題帶動的新聞實務教育：從〈大學線〉 月刊說起 》（1996）[7]

## 外部連結
- 《大學線》網址 （页面存档备份，存于）